# Jacqueline Gruner
Jacqueline Gruner (* 7. November 1907 in Montceau-les-Mines; † 22. Februar 1945 in Ravensbrück), auch als Nanine Grüner und Maryse Willm bekannt, war eine französische Jugendbuchautorin, Journalistin und Widerstandskämpferin in der Résistance.

## Leben
Jacqueline Gruner lebte längere Zeit in Paris, wo sie als Sekretärin für eine Rechtsanwältin arbeitete. Daneben schrieb sie sowohl journalistisch für die Mädchenzeitschrift La Semaine de Suzette und für die Tageszeitung Le Petit Parisien, als auch belletristisch. Sie wurde am 25. März 1944 in Paris aufgrund ihrer Tätigkeit für die Résistance von der Gestapo verhaftet und am 15. August 1944 in das Konzentrationslager Ravensbrück deportiert. Sie verstarb dort im Februar 1945. Die genaueren Umstände ihres Todes sind ungeklärt. Ihr wurde posthum der Orden Chevalier de la Légion d’honneur verliehen.

## Veröffentlichungen
(Quelle:)

### Einzelpublikationen
- La Maison de l’Indienne. Hachette, Paris 1944.
- Isabelle et la porte jaune. Bourrelier, Paris 1937.
- L’Enigme du Trèfle. Hachette, Paris 1945.
- Aventures de Gros-Bébé. C. Levy, Paris 1945.

### Gemeinschaftspublikationen
- Nanine Gruner, Anne Dujardin und Jean Sinaire: L’Ours Pafu raconte, dix contes. Aux Trois soleils, Paris 1946.

## Auszeichnungen
- 1937 Zweitplatzierte beim Jugendliteraturpreis Prix Jeunesse für Isabelle et la porte jaune